# Louetsié
Louetsié är ett vattendrag i Gabon, ett biflöde till Ngounié. Det rinner genom provinsen Ngounié, i den centrala delen av landet, 400 km sydost om huvudstaden Libreville.